# Coppa del Portogallo 1963 (hockey su pista)
La Coppa del Portogallo 1963 è stata la 1ª edizione della principale coppa nazionale portoghese di hockey su pista. La competizione ha avuto luogo dal 21 settembre al 13 novembre 1963. 
Il torneo è stato vinto dal Benfica per la prima volta nella sua storia sconfiggendo in finale l'Oeiras.

## Prima fase

### Zona Norte

#### Primo turno
| Squadra 1                | Totale | Squadra 2           | Gara 1 | Gara 2 | Gara 3 |
| ------------------------ | ------ | ------------------- | ------ | ------ | ------ |
| Águias do Porto          | 6 - 3  | Vizela              | 4 - 1  | 2 - 2  |        |
| Barcelos                 | 2 - 6  | Vitória Barcelinhos | 0 - 1  | 2 - 5  |        |
| ABC Braga                | 4 - 3  | Boavista            | 4 - 1  | 0 - 2  |        |
| Educação Fisica Do Norte | 13 - 5 | Conimbricense       | 4 - 1  | 9 - 4  |        |
| Termas                   | n.d.   | Gallitos            |        |        |        |
| Valongo                  | 6 - 5  | Famalicense         | 4 - 3  | 2 - 2  |        |
| Vilanovense              | 12 - 6 | Turismo             | 9 - 3  | 3 - 3  |        |

#### Secondo turno
| Squadra 1                | Totale | Squadra 2           | Gara 1 | Gara 2 | Gara 3 |
| ------------------------ | ------ | ------------------- | ------ | ------ | ------ |
| Carvalhos                | 12 - 3 | ABC Braga           | 9 - 1  | 3 - 2  |        |
| Educação Fisica Do Norte | 5 - 2  | Águias do Porto     | 4 - 1  | 0 - 1  |        |
| Espinho                  | 6 - 12 | Sanjoanense         | 5 - 4  | 1 - 8  |        |
| Estrela                  | n.d.   | Porto               |        |        |        |
| Infante de Sagres        | 15 - 3 | Vitória Barcelinhos | 10 - 2 | 5 - 1  |        |
| Termas                   | n.d.   | Académico Cambra    |        |        |        |
| Vilanovense              | 5 - 6  | Valongo             | 2 - 2  | 3 - 4  |        |

#### Terzo turno
| Squadra 1                | Totale | Squadra 2         | Gara 1 | Gara 2 | Gara 3 |
| ------------------------ | ------ | ----------------- | ------ | ------ | ------ |
| Carvalhos                | 2 - 8  | Infante de Sagres | 2 - 6  | 0 - 2  |        |
| Educação Fisica Do Norte | 4 - 5  | Marítimo          | 1 - 2  | 3 - 3  |        |
| Porto                    | 3 - 4  | Académico Cambra  | 3 - 2  | 0 - 2  |        |
| Valongo                  | 8 - 13 | Sanjoanense       | 3 - 1  | 3 - 5  | 2 - 7  |

### Zona Sul

#### Primo turno
| Squadra 1          | Totale | Squadra 2        | Gara 1 | Gara 2 | Gara 3 |
| ------------------ | ------ | ---------------- | ------ | ------ | ------ |
| Alcobacense        | 5 - 11 | Entroncamento    | 3 - 3  | 2 - 8  |        |
| Abrantes           | 8 - 16 | Parede           | 3 - 6  | 5 - 10 |        |
| CF Benfica         | 9 - 5  | Fisica           | 6 - 2  | 3 - 3  |        |
| Lisgas             | 6 - 11 | Belenenses       | 5 - 8  | 1 - 3  |        |
| Pataiense          | 11 - 6 | Ateneu Comercial | 5 - 2  | 6 - 4  |        |
| Sporting Leiriense | 0 - 18 | Paço de Arcos    | 0 - 12 | 0 - 6  |        |

#### Secondo turno
| Squadra 1     | Totale | Squadra 2        | Gara 1 | Gara 2 | Gara 3 |
| ------------- | ------ | ---------------- | ------ | ------ | ------ |
| Belenenses    | 5 - 3  | Campo de Ourique | 4 - 0  | 1 - 3  |        |
| Benfica       | 17 - 2 | CF Benfica       | 12 - 1 | 5 - 1  |        |
| Cascais       | 0 - 10 | Oeiras           | 0 - 5  | 0 - 5  |        |
| CUF Barreiro  | 8 - 4  | Sintra           | 4 - 1  | 4 - 3  |        |
| Entroncamento | 5 - 7  | Pataiense        | 4 - 5  | 1 - 2  |        |
| Rossiense     | 4 - 8  | Parede           | 3 - 1  | 1 - 3  | 0 - 4  |
| Sporting CP   | 5 - 4  | Paço de Arcos    | 2 - 3  | 1 - 0  | 2 - 1  |

#### Terzo turno
| Squadra 1    | Totale | Squadra 2  | Gara 1 | Gara 2 | Gara 3 |
| ------------ | ------ | ---------- | ------ | ------ | ------ |
| Oeiras       | 9 - 3  | Belenenses | 3 - 2  | 6 - 1  |        |
| Pataiense    | 0 - 24 | Benfica    | 0 - 10 | 0 - 14 |        |
| Sporting CP  | 12 - 7 | Parede     | 8 - 5  | 4 - 2  |        |
| CUF Barreiro |        |            |        |        |        |

## Fase fase

### Classifica finale
|  | Pos. | Squadra      | Pt | G  | V | N | P  | GF | GS | DR  |
|  | ---- | ------------ | -- | -- | - | - | -- | -- | -- | --- |
|  | 1.   | Benfica      | 27 | 10 | 7 | 3 | 0  | 38 | 13 | +25 |
|  | 2.   | Oeiras       | 27 | 10 | 7 | 3 | 0  | 28 | 16 | +12 |
|  | 3.   | Sporting CP  | 23 | 10 | 5 | 3 | 2  | 32 | 14 | +18 |
|  | 4.   | CUF Barreiro | 19 | 10 | 4 | 1 | 5  | 32 | 32 | 0   |
|  | 5.   | Sanjoanense  | 14 | 10 | 2 | 0 | 8  | 21 | 37 | -16 |
|  | 6.   | Marítimo     | 10 | 10 | 0 | 0 | 10 | 13 | 52 | -39 |

Legenda:
  Qualificato alla finale.
Note:
Tre punti a vittoria, uno per il pareggio, zero a sconfitta.

### Risultati
| andata  | andata | Incontro                 | ritorno | ritorno |
|         |        |                          |         |         |
| 23 ott. | 6-2    | Benfica-CUF Barreiro     | 3-1     | 2 nov.  |
| 23 ott. | 0-1    | Sporting CP-Oeiras       | 0-0     | 2 nov.  |
| 25 ott. | 2-2    | Oeiras-Benfica           | 2-2     | 5 nov.  |
| 25 ott. | 4-4    | Sporting CP-CUF Barreiro | 3-1     | 5 nov.  |
| 26 ott. | 3-4    | Sanjoanense-Oeiras       | 2-3     | 9 nov.  |
| 26 ott. | 0-4    | Sanjoanense-Sporting CP  | 3-5     | 10 nov. |
| 26 ott. | 0-9    | Maritimo-Benfica         | 0-5     | 10 nov. |
| 26 ott. | 1-4    | Maritimo-CUF Barreiro    | 3-7     | 9 nov.  |

| andata  | andata | Incontro                 | ritorno | ritorno |
|         |        |                          |         |         |
| 27 ott. | 2-5    | Sanjoanense-CUF Barreiro | 2-5     | 10 nov. |
| 27 ott. | 2-3    | Maritimo-Oeiras          | 2-5     | 10 nov. |
| 28 ott. | 0-7    | Maritimo-Sporting CP     | 0-5     | 11 nov. |
| 28 ott. | 1-2    | Sanjoanense-Benfica      | 1-4     | 11 nov. |
| 30 ott. | 4-3    | Oeiras-CUF Barreiro      | 4-0     | 7 nov.  |
| 30 ott. | 3-3    | Sporting CP-Benfica      | 1-2     | 7 nov.  |
| 30 ott. | 4-3    | Sanjoanense-Maritimo     | 3-2     | 2 nov.  |

| andata  | andata | Incontro                 | ritorno | ritorno |
|         |        |                          |         |         |
| 23 ott. | 6-2    | Benfica-CUF Barreiro     | 3-1     | 2 nov.  |
| 23 ott. | 0-1    | Sporting CP-Oeiras       | 0-0     | 2 nov.  |
| 25 ott. | 2-2    | Oeiras-Benfica           | 2-2     | 5 nov.  |
| 25 ott. | 4-4    | Sporting CP-CUF Barreiro | 3-1     | 5 nov.  |
| 26 ott. | 3-4    | Sanjoanense-Oeiras       | 2-3     | 9 nov.  |
| 26 ott. | 0-4    | Sanjoanense-Sporting CP  | 3-5     | 10 nov. |
| 26 ott. | 0-9    | Maritimo-Benfica         | 0-5     | 10 nov. |
| 26 ott. | 1-4    | Maritimo-CUF Barreiro    | 3-7     | 9 nov.  |

| andata  | andata | Incontro                 | ritorno | ritorno |
|         |        |                          |         |         |
| 27 ott. | 2-5    | Sanjoanense-CUF Barreiro | 2-5     | 10 nov. |
| 27 ott. | 2-3    | Maritimo-Oeiras          | 2-5     | 10 nov. |
| 28 ott. | 0-7    | Maritimo-Sporting CP     | 0-5     | 11 nov. |
| 28 ott. | 1-2    | Sanjoanense-Benfica      | 1-4     | 11 nov. |
| 30 ott. | 4-3    | Oeiras-CUF Barreiro      | 4-0     | 7 nov.  |
| 30 ott. | 3-3    | Sporting CP-Benfica      | 1-2     | 7 nov.  |
| 30 ott. | 4-3    | Sanjoanense-Maritimo     | 3-2     | 2 nov.  |

### Finale 3º/4º posto
| Coimbra 13 novembre 1963 | Sporting CP | 3 – 4 | CUF Barreiro |  |

### Finale
| Coimbra 13 novembre 1963 | Benfica | 6 – 2 | Oeiras |  |